# Madres paralelas
Madres paralelas is een Spaanse film, geschreven en geregisseerd door Pedro Almodóvar, met hoofdrollen voor Penelope Cruz, Milena Smit, Israel Elejalde, Aitana Sánchez-Gijón en Rossy de Palma.
De film is in première gegaan op het filmfestival van Venetië op 1 september 2021.

## Verhaal
Een vrouw wil in haar geboortedorp een massagraf uit de Spaanse  Burgeroorlog opgraven en vraagt daarvoor de hulp van een specialist. Hun ontmoeting resulteert in een zwangerschap. De vrouw bevalt tegelijk met een andere vrouw in hetzelfde ziekenhuis van een dochter. Daarna  volgen twee verhaallijnen. De belangrijkste lijn gaat over de relatie tussen de twee vrouwen  die uiterst complex wordt als blijkt dat de dochters verwisseld zijn. De andere lijn betreft het blootleggen van het massagraf, waarin ook het onverwerkte verleden van de Spaanse Burgeroorlog aan de orde komt.

## Rolverdeling
| Acteur               | Personage                          |
| -------------------- | ---------------------------------- |
| Penélope Cruz        | Janis Martínez Moreno, fotografe   |
| Rossy de Palma       | Elena                              |
| Aitana Sánchez-Gijón | Teresa, de moeder van Ana          |
| Daniela Santiago     | het fotomodel                      |
| Milena Smit          | Ana Manso Ferreras                 |
| Julieta Serrano      | Brigida                            |
| Israel Elejalde      | Arturo, de forensische antropoloog |
| Adelfa Calvo         | de nicht van Brigida               |

## Productie
Almodóvars plannen voor Madres paralelas bestonden al langer, maar pas tijdens de COVID-19-pandemie vond hij de concentratie het scenario te schrijven. In februari 2021 werd bekendgemaakt dat in maart begonnen zou worden met filmen, en dat acteurs Penelope Cruz, Israel Elejalde, Julieta Serrano en Rossy de Palma waren gecast.
De opnames begonnen op 22 maart 2021 in Madrid en werd afgerond op 22 april 2021.

## Release
In juli 2021 werd bekend dat de film in première gaat op het Filmfestival van Venetië, waar de film meedoet aan de internationale competitie om de Gouden Leeuw. De film is tevens de openingsfilm van het festival.
Op 26 juli 2021 werd de trailer vrijgegeven. In de dialoogvrije trailer zijn de moeders te zien in verschillende stadia van hun zwangerschap en uiteindelijk met hun pasgeboren kinderen.

## Ontvangst

### Recensies
Op Rotten Tomatoes geeft 97% van de 190 recensenten de film een positieve recensie, met een gemiddelde score van 8,20/10. De film heeft het label "certified fresh" (gegarandeerd vers}. De consensus luidt: "A brilliant forum for Penélope Cruz's talent, Parallel Mothers reaffirms the familiar pleasures of Almodóvar's filmmaking while proving he's still capable of growth" (vertaald: "Madres paralelas, een briljant forum voor het talent van Penélope Cruz, bevestigt opnieuw de vertrouwde geneugten van Almodóvars filmmaken en bewijst dat hij nog steeds in staat is te groeien."). Website Metacritic komt tot een score van 88/100, gebaseerd op 46 recensies, wat staat voor "universal acclaim" (universele toejuiching). De film heeft het label "Must see".
NRC gaf 4 uit 5 sterren en schreef: "Door de diepgang die Almodóvar zijn personages meegeeft, maar ook door ze hilarisch, hysterisch en hypocriet te laten zijn, wordt het persoonlijke politiek in ‘Madres paralelas’."
Ook De Volkskrant gaf de film 4 uit 5 sterren en schreef: "Met knap acteerwerk, rappe dialogen, scherp psychologisch inzicht en de nodige humor is Madres paralelas een meeslepend, heerlijk onverbloemd melodrama. Zoals altijd bij Almodóvar is de vormgeving een lust voor het oog: uitbundig, smaakvol en tot in de puntjes verzorgd."
Trouw gaf de film 4 uit 5 sterren en noemde de film een 'eerbetoon aan moeders in verschillende soorten en maten'.

### Prijzen en nominaties
| Jaar | Evenement                     | Categorie                      | Genomineerde                              | Resultaat   |
| ---- | ----------------------------- | ------------------------------ | ----------------------------------------- | ----------- |
| 2021 | Venetië (78ste editie)        | Gouden Leeuw                   | Madres paralelas                          | Genomineerd |
| 2021 | Venetië (78ste editie)        | Coppa Volpi voor beste actrice | Penélope Cruz                             | Gewonnen    |
| 2022 | Goya (36ste editie)           | Beste film                     | Madres paralelas                          | Genomineerd |
| 2022 | Goya (36ste editie)           | Beste regisseur                | Pedro Almodóvar                           | Genomineerd |
| 2022 | Goya (36ste editie)           | Beste actrice                  | Penélope Cruz                             | Genomineerd |
| 2022 | Goya (36ste editie)           | Beste vrouwelijke bijrol       | Aitana Sánchez-Gijón                      | Genomineerd |
| 2022 | Goya (36ste editie)           | Beste vrouwelijke bijrol       | Milena Smit                               | Genomineerd |
| 2022 | Goya (36ste editie)           | Beste camerawerk               | José Luis Alcaine                         | Genomineerd |
| 2022 | Goya (36ste editie)           | Beste artdirector              | Antxón Gómez                              | Genomineerd |
| 2022 | Goya (36ste editie)           | Beste geluid                   | Sergio Bürmann, Laia Casanovas, Marc Orts | Genomineerd |
| 2022 | Academy Awards (94ste editie) | Beste actrice                  | Penélope Cruz                             | Genomineerd |
| 2022 | Academy Awards (94ste editie) | Beste originele muziek         | Alberto Iglesias                          | Genomineerd |